# Исидор
Име Исидор потиче од грчких речи „Isidoros“, „Isis“ што је било име богиње Изиде и „doron“ што значи „дар“. Женски облик је Исидора, а изведена имена су Иса, Исица и Исо.

## Популарност
Ова имена су популарна међу хришћанским народима широм света и веома су стара. Мушки облик је чест у Русији и Немачкој, а женски највише у Србији и ређе у Русији, Италији, Шпанији и Енглеској. Занимљиво је да је у Чилеу 2005. и 2006. име Исидора било на једанаестом, односно деветом месту по популарности.